# علم التأثيل
علم التأثيل أو الأثالة (بالإنجليزية: Etymology)‏ هو علم يبحث عن العلاقات التي تربط كلمة بوحدة قديمة جدًا تعد هي الأصل (الأثْلة). بالمعنى القديم، هي البحث عن المعنى الأصلي والأولي للكلمة، وهي عملية لغوية تعتمد المقارنة بين الصيغ والدلالات لتمييز الأصول والفروع. وهي من ناحية أخرى عملية تاريخية حضارية؛ لأنها تستعين بدراسة المجتمعات والمؤسسات وسائر العلوم والفنون للبتّ في القضايا اللغوية، بالإضافة إلى مقارنة الألسن لمعرفة أنسابها وأنماطها؛ لأن اللسان الذي يكون فرعًا تكون ألفاظه فروعًا. يكون التأثيل بدراسة الأصل التاريخي للكلمات، ويعتمد في ذلك على تتبع تطور الكلمة من خلال الوثائق والمخطوطات، وأحيانًا تاريخ المجموعات البشرية الناطقة بهذه الكلمات.
أتى المصطلح الإنجليزي Etymoloy، الذي يعني حقيقة الكلمة أو أصلها، من مقطعين يونانيين الأول Etymos وتعني الأَثْلَة أي الشكل اللغوي الذي اشتق منه تاريخيًا شكل لغوي آخر، والمقطع الثاني logos اللفظ المشترك المستخدم هنا بمعنى الكلمة، أما في اللغة العربية فقد أتى مصطلح تأثيل من الجذر آَثَلَ، أثل الشيء بمعنى أصله. ويعرف التأثيل على أنه فرع من فروع اللسانيات يدرس أصل الكلمات، ونهج تطورها، ومقارنة المتشابه منها في لغات تنتمي إلى عائلة لغوية واحدة. كان أفلاطون من أوائل الباحثين في هذا المجال، ومنهجه يقترب كثيرًا من المفهوم المعاصر لهذا العلم، وقد ناقشه في حوار من حواراته المسمى كراتيلوس ثم بعد أفلاطون عُدَّ الفلاسفة الرواقيون أن الكلمات من مكونات الطبيعة، وهي نظير متمم للموجودات المادية، والأفكار المجردة تساعد في التعرف عليها، وبذلك يرفض الرواقيون مفهوم اختراع اللغة والاتفاق الإنساني على معاني الكلمات بواسطة مجموعة بشرية محددة. وينسب علماء اللسانيات أقدم بحث تأثيلي للقرن الخامس قبل الميلاد حين قام الكهنة الهنود بشرح الكلمات السنسكريتية العصية على الفهم في كتاب Rig-Veda أقدس كتبهم آنئذ لاستخدام هذه الكلمات في الطقوس الدينية.
كانت المحاولات الأولى في هذا العلم ساذجة ومبنية على الاجتهاد لا القواعد العلمية، وما زالت هذه الأساليب مستخدمة عند البعض حتى الآن وتسمى التأثيل العامي folk etymology، حيث يجري تفسير معاني الكلمات بناء على التشابه السطحي كما في كلمة island الإنجليزية ومعناها جزيرة حيث تُنسب إلى الكلمة الأنجلو-ساكسونية ومعناها «أرض تبدو كعين في ماء»، حيث أنها تلفظ eye + land.
أصبح التأثيل أكثر علمية بعدما بدأت أوروبا دراسة اللغة السنسكريتية في القرن التاسع عشر، ونشأة نظرية الأصول المشتركة للعائلات اللغوية، وما نتج من قوانين تفسر المتغيرات الصوتية المؤثرة على تشكيل الكلمات في مختلف اللغات، ونضج هذه القوانين لتُصبح علم النطقيات الذي يدين له تطورالتأثيل بالفضل، وينتمي كلاهما لنفس التقسيم الفرعي في اللسانيات، فقبل تطور علم الصوتيات لم يكن ممكنًا إجراء دراسة علمية منهجية على الكلمات المعروفة تُمكن الباحث من تتبع تاريخها بدقة.

## التسمية
سمي هذا العلم علم أصول الكلمات أو التأثيل والأثالة أو نقحرةً الإيتيمولوجيا والتأصيل وعلم التجذير وعلم تاريخ الألفاظ. والمراد بالأصل هنا ما أخذه منه اللفظ على العموم.

## تقسيم
يدخل في هذا العلم:
- علم الاشتقاق وهو الباحث في الأصول والأسماء المشتقة
- علم استعمال الألفاظ وموضوعه التشبيه والكناية ونحوهما
- علم الأحاجي والأغلوطات ويبحث فيه عن الألفاظ المخالفة لقواعد العربية
- علم الحقيقة والمجاز[11]
- علم المنقول

## التأثيل في العربية
من أهم المحاولات الأولى في تأثيل كلمات العربية كانت محاولة أوغست فيشر، وهو مستشرق ألماني، ويعد حجة في اللغات الشرقية، من عربية وعبرية وسريانية وحبشية وفارسية وغيرها. وقد عرض، في اجتماع للمستشرقين الألمان سنة 1907، فكرة تأليف معجم للغة العربية الفصحى يتناول تاريخ كل كلمة، مبتدئاً بالكتابة المنقوشة من القرن الرابع الميلادي، منتهياً بالقرن الثالث الهجري. وفي عام 1936 في مفتتح الدورة الثالثة، تضمنت خطبة رئيس المجمع محمد توفيق رفعت أن الدكتور فيشر سيقدم منه نموذجاً يعرض على أعضاء المجمع، وقد كان هذا النموذج هو الثلث الأول من مادة «أخذ» مشفوعاً بمراجعه ورموزه ودليل المراجعة ، ثم مضى الدكتور فيشر في عمله في المعجم، وما هي إلا أن نشبت الحرب العالمية، فحالت بينه وبين العودة إلى القاهرة، وبذلك تعذرت مواصلة العمل في المعجم، الذي أعد منه الدكتور فيشر مقدمته، والجزء الأول منه، حتى آخر مادة «أبد».
في سنة 1990 كانت هنالك مبادرة إلى إنشاء مشروع المعجم العربي التاريخي في تونس ولكن المشروع توقف، وأعيد العمل عليه في سنة 1996 ثم توقف لأسباب مادية. في سنة 2006 تبشرنا بأن اتحاد المجامع اللغوية والعلمية العربية قرر إنشاء مؤسسة مستقلة تتفرغ لتأليف المعجم التاريخي للغة العربية، وكما ذكر أمين عام اتحاد المجامع اللغوية العربية، د. كمال بشر فان المعجم سيكون سجلا للثقافة والتاريخ والحضارة والمعارف العربية وسيكون مرآة للحياة العربية بكل جوانبها وسيربط حاضر العرب بماضيهم. وأضاف أن المعجم التاريخي للغة العربية سيوضح ما حدث للكلمة العربية من تطور منذ نشأتها في مفرداتها ومعانيها المختلفة. وقد أصدرت مؤسسة البحوث والدراسات العلمية المغربية كتابا عن «أعمال ندوة المعجم التاريخي للغة العربية - قضاياه النظرية والمنهجية والتطبيقية» جمعت فيه مداخلات الأساتذة المشاركين في ندوة المعجم التاريخي للغة العربية، وقد أقيمت في نيسان 2010 بمدينة فاس المغربية.
قام الدكتور إسماعيل عمارة بتأليف بعض المؤلفات التي تبحث في مواضيع متعلقة بمعجم تاريخي للعربية، ومنها «في سبيل معجم تاريخي للعربية – تأثيل الجذور اللغوية للمعجم العربي» وقد نشر في مجلة أبحاث اليرموك العدد الثاني سنة 2005، ومنها أيضاً «في سبيل معجم تاريخي – محاولة في التأصيل»، وقد نشرت في مجلة مجمع اللغة العربية بدمشق، الجزء الثالث المجلد 78، 1424 تموز 2003.
وقد كان آخرَ الجهود لتأثيل كلمات العربية مشروعُ معجم الدوحة التاريخي للغة العربية عام 2013.

### مشروع معجم الدوحة التاريخي للغة العربية
فكرة وجود «معجم تاريخي للغة العربية» موجودة منذ زمن وقد كانت المحاولات الأولى محاولةَ الدكتور فيشر كما أسلفت، وكانت آخر المحاولات في الدوحة، حيث أعلن المركز العربي للأبحاث ودراسة السياسات السبت 15 رجب 1334هـ الموافق لـ 25 أيار/ مايو 2013 عن إطلاق مشروع «معجم الدوحة التاريخي للغة العربية». وهو مشروع حضاري يسهم في سد الفراغ في اللغة العربية فيما يتعلق بأصل الكلام، وقد تبناه ولي عهد دولة قطر، الشيخ تميم بن حمد آل ثاني بالدعم والرعاية والتمويل.
قد يستغرق إعداد المعجم، والذي سيؤرخ ألفاظ العربية على مدى عشرين قرناً، قرابة 15 سنة، وذلك على مراحل يجري عرضها كل ثلاث سنوات، ويسعى لتحقيق عدد من الأهداف، أهمها: تمكين الباحثين من إعداد الدراسات والأبحاث المتعلقة بتقييم تراثنا الفكري والعلمي في ضوء ما يقدّمه المعجم من معطيات جديدة، واستثمار مدونته الإلكترونية الشاملة في بناء عدد من البرامج الحاسوبية الخاصة بالمعالجة الآلية للغة العربية مثل: الترجمة الآلية، والإملاء الآلي، والمدققات النحوية، والمحللات الصرفية والنحوية والدلالية. كما سيوفِّر المشروع عددًا من المعاجم الفرعية التي تفتقر إليها المكتبة العربية مثل: معجم ألفاظ الحضارة، ومعاجم مصطلحات العلوم، والمعجم الشامل للغة العربية المعاصرة، والمعاجم اللغوية التعليمية.

## وصلات خارجية
- معجم تأثيل اللغة الإنكليزية
- موقع معجم الدوحة التاريخي
- صفحة المعجم التاريخي للغة العربية على الفيسبوك
- هجرة الكلمات